# Worpławki
Worpławki (deutsch Worplack) ist ein Dorf in Polen in der Woiwodschaft Ermland-Masuren. Es liegt in der Gmina Reszel (Stadt- und Landgemeinde Rößel) im Powiat Kętrzyński (Kreis Rastenburg).

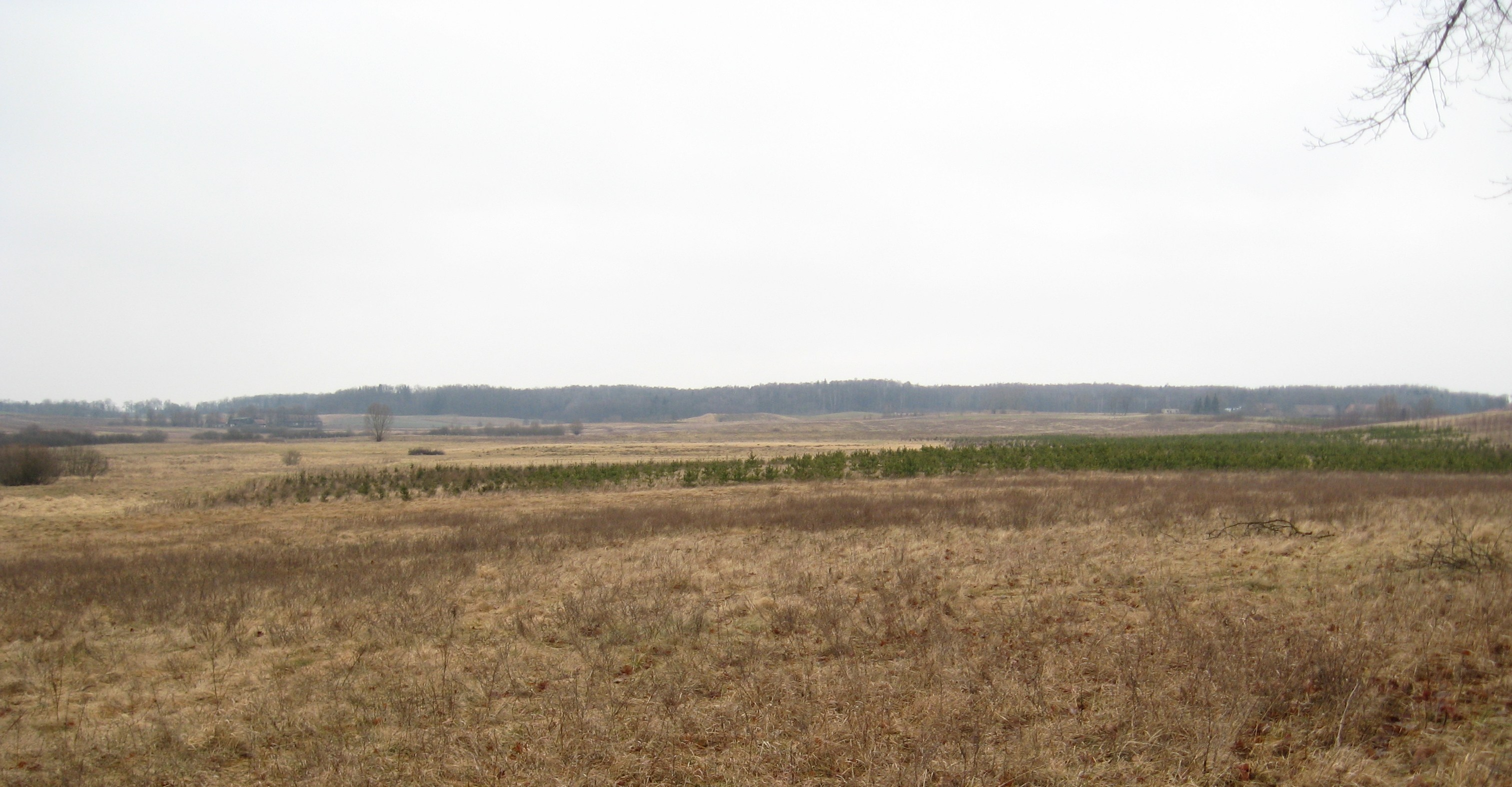
Landschaft zwischen Reszel und Worpławki

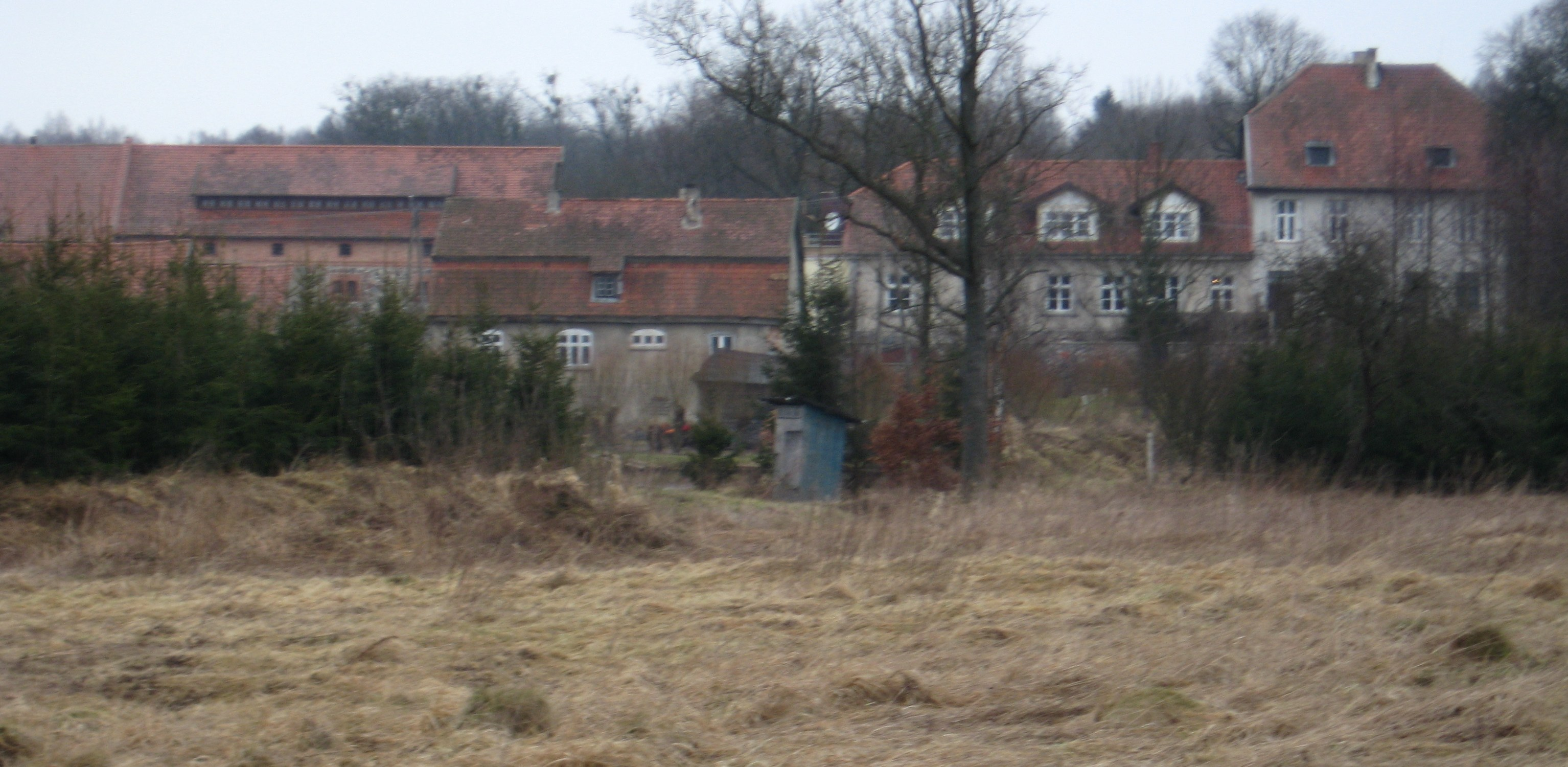
Blick auf Worpławki

## Geographische Lage
Worpławki liegt im Nordosten Polens, etwa 30 km südlich der Staatsgrenze zum russischen Oblast Kaliningrad. Benachbarte Ortschaften im Umkreis von zwei bis vier Kilometern sind im Nordosten Babieniec (Babziens), im Nordwesten Gudniki (Gudnick) und im Süden Reszel (Rößel).

## Geschichte
Das heutige Worpławki wurde 1341 auf dem Gebiet der prussischen Siedlung Warpelauke angelegt. Der Name hielt sich lange Zeit als Bezeichnung. Im 18. Jahrhundert wechselte die Bezeichnung zu Worplak und im folgenden Jahrhundert zu Worplack. 
1783 wurden hier zwölf Häuser festgestellt, 1817 waren es acht in welchen 88 Einwohner lebten. 1874 kam Worplack zum neu errichteten Amtsbezirk Klawsdorf (polnisch Klewno) im Kreis Rößel im Regierungsbezirk Königsberg (ab 1905: Regierungsbezirk Allenstein) in der preußischen Provinz Ostpreußen. Am 1. Dezember 1910 wurden im Gutsbezirk Worplack 124 Bewohner gezählt. Am 30. September 1928 verlor Worplack seine Eigenständigkeit und wurde in das Nachbardorf Klawsdorf eingemeindet.
Aufgrund der Bestimmungen des Versailler Vertrags stimmte die Bevölkerung in den Volksabstimmungen in Ost- und Westpreussen am 11. Juli 1920 über die weitere staatliche Zugehörigkeit zu Ostpreußen (und damit zu Deutschland) oder den Anschluss an Polen ab. In Worplack stimmten 80 Einwohner für den Verbleib bei Ostpreußen, auf Polen entfielen keine Stimmen.
In der Ostpreußischen Operation wurde die Gegend 1945 von der Roten Armee eingenommen. Als Folge des Krieges kam das Dorf als Worpławki zur Volksrepublik Polen. Seit 1973 gehört Worpławki zur Gemeinde Reszel. In dem Dorf leben heute 63 Einwohner.

## Kirche
Bis 1945 war Worplack in die evangelische Kirche Rößel in der Kirchenprovinz Ostpreußen der Kirche der Altpreußischen Union sowie in die katholische Pfarrkirche Rößel im damaligen Bistum Ermland eingepfarrt.
Evangelischerseits gehört Worpławki heute zur Pfarrei Kętrzyn in der Diözese Masuren der Evangelisch-Augsburgischen Kirche in Polen. Katholischerseits besteht weiterhin die Beziehung zur Pfarrei in Reszel oder auch in Gudniki (Gudnick) im jetzigen Erzbistum Ermland innerhalb der polnischen katholischen Kirche.

## Verkehr

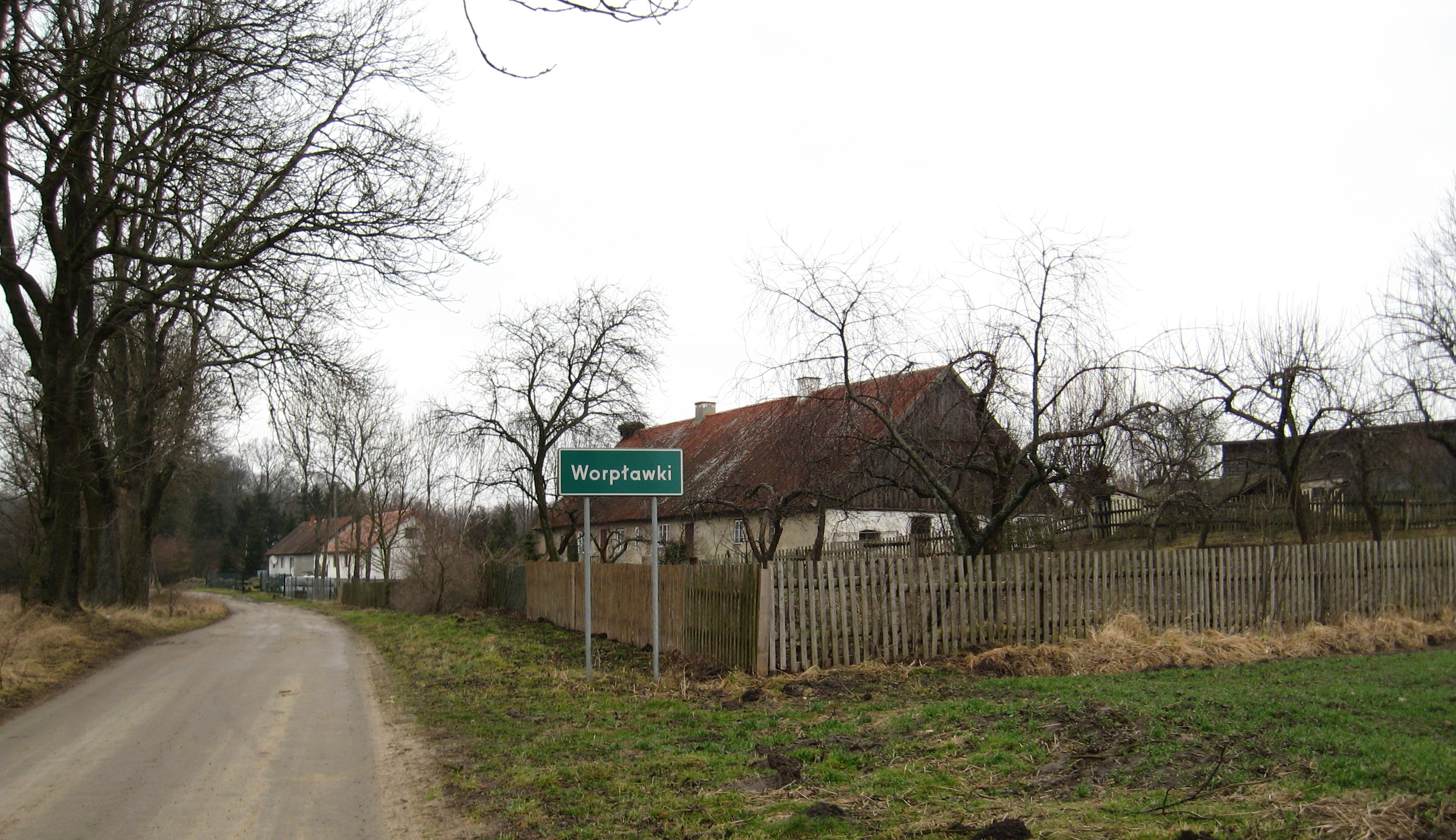
Ortseinfahrt Worpławki

Durch Worpławki führt eine Nebenstraße. Diese endet westlich des Dorfes nach etwa 1,5 km mit der Einmündung in die Droga wojewódzka 590. In nordöstlicher Richtung führt die Nebenstraße durch Babieniec (Babziens) und Tołkiny (Tolksdorf), um schließlich nach etwa 6 km in die Woiwodschaftsstraße 592 zu münden. 
Die nächste Bahnstation befindet sich bei Tołkiny an der Bahnstrecke Głomno–Białystok, wo es Direktverbindungen nach Olsztyn (Allenstein) und Ełk (Lyck) gibt.
Der geographisch nächste internationale Flughafen ist der Flughafen Kaliningrad, der sich etwa 100 km nordwestlich auf russischem Hoheitsgebiet befindet. Der nächste internationale Flughafen auf polnischem Staatsgebiet ist der etwa 180 km westlich gelegene Lech-Wałęsa-Flughafen Danzig. 

## Persönlichkeiten
- Eugen Drewello (1825–1876), deutscher Verwaltungsjurist, Landrat, MdHdA